# Duchess Landing
Duchess Landing es un lugar designado por el censo ubicado en el condado de McIntosh  en el estado estadounidense de Oklahoma. En el año 2010 tenía una población de 	114 habitantes y una densidad poblacional de 7,4 personas por km².

## Geografía
Duchess Landing se encuentra ubicado en las coordenadas 35°23′30.91″N 95°24′57.92″O / 35.3919194, -95.4160889 (35.391919° -95.416088°). Según la Oficina del Censo de los Estados Unidos, Duchess Landing tiene una superficie total de 5,938 mi² (15,4 km²), de la cual 5,938 mi² (15,4 km²) corresponden a tierra firme y 0 mi² (0 km²) es agua.

## Demografía
Según la Oficina del Censo en 2000 los ingresos medios por hogar en la localidad eran de $13,750 y los ingresos medios por familia eran $46,250. Los hombres tenían unos ingresos medios de $13,750 frente a los $30,156 para las mujeres. La renta per cápita para la localidad era de $13,075. Alrededor del 15.0% de la población estaban por debajo del umbral de pobreza.